# Ger (kommun)
Ger är en kommun i Spanien.   Den ligger i provinsen Província de Girona och regionen Katalonien, i den nordöstra delen av landet, 500 km öster om huvudstaden Madrid. Antalet invånare är 481. Arean är 33 kvadratkilometer. Ger gränsar till Guils de Cerdanya, Meranges, Bolvir, Fontanals de Cerdanya, Das, Isòvol och Bellver de Cerdanya. 
Terrängen i Ger är bergig.